# 木本景子
木本 景子（きもと けいこ、10月26日 - ）は、日本の女性声優、ナレーター。福岡県出身。シグマ・セブンe所属。

## 来歴
筑紫女学園高等学校卒業。部活は百人一首部に所属。ヒューマンアカデミー福岡校卒業。

## 人物
趣味は食べ物の写真を撮ること。資格は全日本かるた協会四段/A級公認読手、漢字検定準2級。特技は百人一首。
テレビ番組のナレーションでの活動が多い。また特技と資格を活かし、競技かるた関連での出演が多数ある。

## 出演

### テレビアニメ
- パズドラクロス（2017年、生徒）
- 名探偵コナン（2019年、女性）
- ちはやふる3（2019年 - 2020年、牧野美登里、女子部員、東大生、読手）
- ドラえもん（テレビ朝日版第2期）（2022年、主婦）

### 劇場アニメ
- 名探偵コナン から紅の恋歌（2017年、読み上げ機の声）

### 特撮
- 魔進戦隊キラメイジャー（2020年、読み手 / かるた監修[5]）

### 映画
- ちはやふる -上の句-/-下の句-（読手）
- ちはやふる -結び-（読手、かるた監修）

### Webドラマ
- ちはやふる -繋ぐ-

### オーディオブック
- 屍人荘の殺人（星川麗花）

### テレビ番組
- 美しくなるための10のコツ
- 太田上田（レギュラーナレーター、名言かるた対決の読手、ゲストMC）
- おしゃれイズム
- 木村さ〜〜ん!
- 行列のできる相談所
- ザ!世界仰天ニュース（再現VTR読手）
- chouchou
- 水曜日のダウンタウン
- スーパーJチャンネル
- 大切なことを伝えたい〜福島とラオスの中学生〜
- 日経スペシャル カンブリア宮殿
- ニンゲン観察バラエティ モニタリング
- 沼にハマってきいてみた（読手）
- ひらがな推し - #8「春日に挑戦! 特技バトル!! 後編」内の百人一首対決で、読み手として出演[6]。
- PON!
- くりぃむクイズ ミラクル9

### テレビドラマ
- おいハンサム!!2 最終話（2024年5月25日、東海テレビ・フジテレビ） - かるた読み手 役[7]

### その他コンテンツ
- toio『GoGo ロボットプログラミング 〜ロジーボのひみつ〜』（エンタ）
- 令和の記念に 『万葉集』を楽しむオーディオブック（聴き手、和歌の朗読）
- 草津・伊香保ミステリー案内 霹靂の群青歌留多（珠海 役[8]） - DVDで提供されたドット絵アニメ作品